# Терновское сельское поселение (Терновский район)
Терновское сельское поселение — муниципальное образование в Терновском районе Воронежской области.
Административный центр сельского поселения — село Терновка.
Законом Воронежской области от 4 марта 2019 года к Терновскому сельскому поселению было присоединено к Новокирсановское сельское поселение.

## Административное деление
В состав поселения входят:
- село Терновка,
- деревня Бабино,
- деревня Долина,
- посёлок Савальского лесничества,
- посёлок Савальского лесхоза,
- село Новокирсановка,
- село Ржавец,
- деревня Тюменевка.